# Championnats du monde de tennis de table double dames
Les championnats du monde de tennis de table individuels ont lieu depuis 1926 et se tiennent tous les deux ans depuis 1957. Voici le palmarès de la compétition double dames :

## Palmarès
| Année et lieu   | Vainqueur                                   | Finaliste                                          | Demi-finalistes                                                                               |
| --------------- | ------------------------------------------- | -------------------------------------------------- | --------------------------------------------------------------------------------------------- |
| 2025 Doha       | Kuai Man Wang Manyu                         | Bernadette Szőcs Sofia Polcanova                   | Shin Yu-bin Ryu Han-na Miwa Harimoto Miyuu Kihara                                             |
| 2023 Durban     | Chen Meng Wang Yidi                         | Shin Yu-bin Jeon Ji-hee                            | Sun Yingsha Wang Manyu Miyu Nagasaki Miyuu Kihara                                             |
| 2021 Houston    | Sun Yingsha Wang Manyu                      | Hina Hayata Mima Ito                               | Chen Meng Qian Tianyi Sarah de Nutte Ni Xia Lian                                              |
| 2019 Budapest   | Sun Yingsha Wang Manyu                      | Hina Hayata Mima Ito                               | Chen Meng Zhu Yuling Honoka Hashimoto Hitomi Sato                                             |
| 2017 Düsseldorf | Ding Ning Liu Shiwen                        | Chen Meng Zhu Yuling                               | Feng Tianwei Yu Meng Yu Hina Hayata Mima Ito                                                  |
| 2015 Suzhou     | Liu Shiwen Zhu Yuling                       | Ding Ning Li Xiaoxia                               | Feng Tianwei Yu Meng Yu Li Jie Li Qian                                                        |
| 2013 Paris      | Guo Yue Li Xiaoxia                          | Ding Ning Liu Shiwen                               | Chen Meng Zhu Yuling Feng Tianwei Yu Meng Yu                                                  |
| 2011 Rotterdam  | Guo Yue Li Xiaoxia                          | Ding Ning Guo Yan                                  | Kim Kyung-ah Park Mi-young Jiang Huajun Tie Yana                                              |
| 2009 Yokohama   | Guo Yue Li Xiaoxia                          | Ding Ning Guo Yan                                  | Jiang Huajun Tie Yana Kim Kyung Ah Park Mi-young                                              |
| 2007 Zagreb     | Wang Nan Zhang Yining                       | Guo Yue Li Xiaoxia                                 | Kim Kyung-Ah Park Mi-Young Jia Wei Li Yue Gu Wang                                             |
| 2005 Shangaï    | Wang Nan Zhang Yining                       | Niu Jianfeng Guo Yue                               | Bai Yang Guo Yan Tie Yana Zhang Rui                                                           |
| 2003 Paris      | Wang Nan Zhang Yining                       | Niu Jianfeng Guo Yue                               | Li Jia Li Ju Suk Eun-mi Lee Eun-s sil                                                         |
| 2001 Osaka      | Wang Nan Li Ju                              | Sun Jin Yang Ying                                  | Zhang Yining Zhang Yingying Akiko Takeda Mayu Kishi-Kawagoe                                   |
| 1999 Eindhoven  | Wang Nan Li Ju                              | Sun Jin Yang Ying                                  | Zhang Yining Zhang Yingying Park Hae-jung Kim Moo-kyo                                         |
| 1997 Manchester | Deng Yaping Yang Ying                       | Wang Nan Li Ju                                     | Qiao Junping Wang Hui Cheng Hongxia Po Wachai                                                 |
| 1995 Tianjin    | Deng Yaping Qiao Hong                       | Liu Wei Qiao Junping                               | Wu Na Wang Chen Krisztina Tóth Csilla Batorfi                                                 |
| 1993 Göteborg   | Liu Wei Qiao Junping                        | Deng Yaping Qiao Hong                              | Gao Junchang Chen Zihe Tan Luichan Po Wacha                                                   |
| 1991 Chiba      | Chen Zihe Gao Junchang                      | Deng Yaping Qiao Hong                              | Hu Xiaoxin Deng Yaping Li Jun Liu Wei                                                         |
| 1989 Dortmund   | Qiao Hong Deng Yaping                       | Chen Jing Hu Xiaoxin                               | Gao Junchang Deng Yaping Li Jun Liu Wei                                                       |
| 1987 New Delhi  | Hyun Jung-hwa Yang Young-ja                 | Dai Lili Li Hufen                                  | Jiao Zhimin He Zhili Cho Jong-hui Li Bun-hui                                                  |
| 1985 Göteborg   | Dai Lili Geng Lijuan                        | Cao Yanhua Ni Xia Lian                             | Guan Jianhua Jiao Zhimin Qi Baoxiang Tong Ling                                                |
| 1983 Tokyo      | Dai Lili Shen Jianping                      | Geng Lijuan Huang Junqun                           | Cao Yanhua Ni Xia Lian Pu Qijuan Tong Ling                                                    |
| 1981 Novi Sad   | Cao Yanhua Zhang Deying                     | Pu Qijuan Tong Ling                                | Huang Junqun Yan Guili An Hae-sook Hwang Nam-sook                                             |
| 1979 Pyongyang  | Zhang Deying Zhang Li                       | Ge Xinai Yan Guili                                 | Song Suk-li Jong Suk-ro Erzsebet Plalatinus Gordana Perkučin                                  |
| 1977 Birmingham | Pak Yong-ok Yang Ying                       | Chu Hsiangyun Wie Lijie                            | Zhang Li Ge Xinai Kim Soon-ok Lee Ki-won                                                      |
| 1975 Calcutta   | Maria Alexandru-Golopenta Shoko Takahashi   | Chu Hsiangyun Mei Lin                              | Jelmira Antonian Tatiana Ferdman Yukie Ohzeki Sachiko Yokota                                  |
| 1973 Sarajevo   | Maria Alexandru-Golopenta Miho Hamada       | Pao Chou Mei Lin                                   | Beatrix Kishazi Jill Parker-Hammersleigh-Shirley Tazuko Abe Tomie Edano                       |
| 1971 Nagoya     | Cheng Minchih Lin Huiching                  | Mieko Hirano Reiko Sakamoto                        | Miho Hamada Yukiko Kawamorita Setsuko Kobori Yukie Ohzeki                                     |
| 1969 Munich     | Swietlana Fiedorowa-Grinberg Soja Rudnowa   | Maria Alexandru-Golopenta Eleonora Vlaicov-Mihalca | Ilona Uhliková-Vostová Jitka Karliková Choi Hwan-hwan Choi Jung-sook                          |
| 1967 Stockholm  | Saeko Hirota Sachiko Morisawa               | Naoko Fukazu Noriko Yamanaka                       | Eva Földi-Koczian Erzsebet Jurik-Heirits Swietlana Fiedorowa-Grinberg Soja Rudnowa            |
| 1965 Ljubljana  | Cheng Minchih Lin Huiching                  | Masako Seki Noriko Yamanaka                        | Feng Mengya Li Honan Li Li Liang Lichen                                                       |
| 1963 Prague     | Kimiyo Matsuzaki Masako Seki                | Diane Scholer-Rowe Mary Wright-Shannon             | Chiu Chenghui Wang Chien Kazuko Ito-Yamaizumi Noriko Yamanaka                                 |
| 1961 Pékin      | Maria Alexandru-Golopenta Georgita Pitica   | Chiu Chunghui Sun Meiying                          | Han Yuchen Hu Keming Liang Lichen Wang Chien                                                  |
| 1959 Dortmund   | Taeko Namba Kazuko Ito-Yamaizumi            | Fujie Eguchi Kimiyo Matsuzaki                      | Chiu Chunghui Wang Chien Ann Haydon-Jones Diane Scholer-Rowe                                  |
| 1957 Stockholm  | Livia Mossoczy Agnes Simon-Almasy           | Ann Haydon-Jones Diane Scholer-Rowe                | Maria Alexandru-Golopenta Ella Constantinescu-Zeller Hellen Elliot Angelica Rozeanu-Adelstein |
| 1956 Tokyo      | Angelica Rozeanu Ella Constantinescu-Zeller | Fujie Eguchi Kiiko Watanabe                        | Ann Haydon-Jones Diane Scholer-Rowe Tomie Okada-Okawa Yoshiko Tanaka                          |
| 1955 Utrecht    | Angelica Rozeanu Ella Constantinescu-Zeller | Diane Scholer-Rowe Rosalind Rowe                   | Fujie Eguchi Kiiko Watanabe Yoshiko Tanaka Shizuki Narahara                                   |
| 1954 Londres    | Diane Scholer-Rowe Rosalind Rowe            | Ann Haydon-Jones Kathleen Thompson-Best            | Gizella Farkas Angelica Rozeanu Fujie Eguchi Kiiko Watanabe                                   |
| 1953 Bucarest   | Gizella Farkas Angelica Rozeanu             | Diane Scholer-Rowe Rosalind Rowe                   | Ermelinde Rumpler-Wertl Kathleen Thompson-Best Zsuzsa Javor-Fantusz Edit Sagi                 |
| 1952 Bombay     | Shizuku Norahara Tomie Nishimura            | Diane Scholer-Rowe Rosalind Rowe                   | Gizella Farkas Edit Sagi Helen Elliot Ermelinde Rumpler-Wertl                                 |
| 1951 Wieden     | Diane Rowe Rosaline Rowe                    | Angelica Rozeanu Sari Szasz-Kolosvary              | Rozsi Karpati Gizella Farkas Pauline Ickhoff Leah Neuberger-Thall                             |
| 1950 Budapest   | Dora Beregi Helen Elliot                    | Gizella Farkas Angelica Rozeanu                    | Kveta Hrusková Eliska Krejcová-Fustová Margaret Franks Vera Thomas-Dace                       |
| 1949 Stockholm  | Gizella Farkas Helen Elliot                 | Lilian Barnes Joan Crosby                          | Idi Kotková Elisak Krejcová-Furstová Rozsi Karpati Erzsebet Mezei                             |
| 1948 Londres    | Margaret Franks Vera Thomas                 | Dora Beregi Helen Elliot                           | Leh Neuberger-Thall Thelma Thall Andrey Fowler Irene Lentle                                   |
| 1947 Paris      | Gizella Farkas Gertrude Pritzi              | Mae Clouther Mona Monness                          | Mary Detournay-Stevens Josée Wouters Davida Hawthorn Leah Neuberger-Thall                     |
| 1941 - 1945     | Non disputé                                 | Non disputé                                        | Non disputé                                                                                   |
| 1939 Le Caire   | Hilde Bussmann Gertrude Pritzi              | Angelica Rozeanu Sari Szasz-Kolosvary              | Vera Votrubcová Vlasta Depetrisová Samiha Naili Marie Kettnerová                              |
| 1938 Londres    | Vlasta Depetrisová Vera Votrubcová          | Dora Beregi Ido Ferenczy                           | Dora Emdin Phylis Hodgkinson Doris Jordan Margaret Knott-Osborne                              |
| 1937 Baden      | Vlasta Depetrisová Vera Votrubcová          | Margaret Knott-Osborne Wendy Woodhead              | Marie Kettnerová Annemarie Schulz Lilian Hutchings Stefanie Werle                             |
| 1936 Prague     | Marie Kettnerová Marie Smidová-Masaková     | Vlasta Depetrisová Vera Votrubcová                 | Mária Mednyánszky Magda Gal Ruth Aarons-Hughes Jessie Purves                                  |
| 1935 Londres    | Mária Mednyánszky Anna Sipos                | Marie Kettnerová Marie Smidová-Masaková            | L. Booker Hilde Bussmann Anita Felguth-Denker Astrid Horn-Hobohm-Krebsbach                    |
| 1934 Paris      | Mária Mednyánszky Anna Sipos                | Anita Felguth-Denker Astrid Horn-Hobohm-Krebsbach  | Marie Kettnerová Marie Smidová-Masaková Hilde Bussmann Magda Gal                              |
| 1933 Baden      | Mária Mednyánszky Anna Sipos                | Magda Gal Emiline Racz                             | Jozka Veselska Marie Walterová Anita Felguth-Denker Annemarie Schulz                          |
| 1932 Prague     | Mária Mednyánszky Anna Sipos                | Anna Braunová Marie Smidová-Masaková               | Berta Zdobnicka Vera Pavlasková Anita Felguth-Denker Magda Gal                                |
| 1931 Budapest   | Mária Mednyánszky Anna Sipos                | Magda Gal Lili Tiszai-Tenner                       | Lili Forbathi Helly Reitzer Mona Müller-Rüster Marie Smidová-Masaková                         |
| 1930 Berlin     | Mária Mednyánszky Anna Sipos                | Magda Gal Marta Komaromi                           | Josefine Kolbe Etta Neumann Helly Reitzer Trude Wildam                                        |
| 1929 Budapest   | Erika Metzger Mona Rüster                   | Fanchette Flamm Trude Wildam                       | Maria Mednyanszky Anna Sipos Ilona Zador Magda Gal                                            |
| 1928 Stockholm  | Fanchette Flamm Mária Mednyánszky           | Doris Evans-Gubbins Brenda Sommerville             | Joan Ingram Winifred Land                                                                     |
| 1926 Londres    | Non disputé                                 | Non disputé                                        | Non disputé                                                                                   |

## Record de victoires
| Cl | Joueuses                                    | Titres | Années    |
| -- | ------------------------------------------- | ------ | --------- |
| 1  | Mária Mednyánszky Anna Sipos                | 6      | 1930-1935 |
| 2  | Zhang Yining Wang Nan                       | 3      | 2003-2007 |
| 2  | Guo Yue Li Xiaoxia                          | 3      | 2009-2013 |
| 4  | Sun Yingsha Wang Manyu                      | 2      | 2019-2021 |
| 4  | Wang Nan Li Ju                              | 2      | 1999-2001 |
| 4  | Cheng Minchih Lin Huiching                  | 2      | 1965-1971 |
| 4  | Angelica Rozeanu Ella Constantinescu-Zeller | 2      | 1955-1956 |
| 4  | Diane Scholer-Rowe Rosalind Rowe            | 2      | 1951-1954 |
| 4  | Vlasta Pokorná-Depetrisová Vera Votrubcová  | 2      | 1937-1938 |